# Los jueves, milagro
Los jueves, milagro és una pel·lícula còmica espanyola de 1957 i el cinquè llargmetratge de Luis García Berlanga.

## Argument
Un petit poble espanyol decideix seguir l'exemple de Fàtima, Lorda i altres llocs que han progressat gràcies a les aparicions de caràcter religiós, i les seves "forces vives" decideixen inventar-se un miracle que promocioni el seu balneari. Per a això cinc personatges del lloc (l'alcalde, el mestre, el metge, el terratinent i el propietari del balneari) decideixen fer creure al poble en l'aparició d'un sant, amb la finalitat de revitalitzar les visites al poble i la venda de les aigües termals de l'atrotinat balneari. Una vegada escollit un d'ells per a fer de Sant Dimes, a causa de la seva semblança amb la figura del mateix sant del poble, aconsegueixen enganyar amb un (desastrós) espectacle de pirotècnia i llums a Mauro, el ximple del poble, de la realitat de l'aparició. Al principi gairebé ningú creu les paraules de Mauro, però quan al dijous següent tornen a muntar el mateix espectacle en presència d'una dona especialment piadosa del poble, molta gent comença a preguntar-se si no hi haurà una mica de veritat en l'assumpte. Al dijous següent el poble acudeix al terreny on s'havien realitzat les anteriors aparicions, però tot (música, llums i el propi "actor" encarregat de fer de San Dimas) falla espectacularment i la gent torna a les seves cases desencantada, excepte Mauro, que es queda esperant el miracle amb els braços estesos.
Al poc temps apareix al poble un personatge misteriós que sembla estar al corrent de totes les maquinacions ordides per farsants. El personatge, que es presenta a si mateix com un mag, afirma ser capaç de portar a bon terme el frau. Usant un mirall des de l'alt del campanar, il·lumina "celestialment" la figura de Sant Dimes. Després convenç al grup que es facin passar per malalts i, amb la complicitat del metge, fingeixin recuperar-se en beure les aigües del balneari. Estranyament, altres habitants del poble es curen realment bevent les aigües de la deu. Aviat es desferma una veritable febre per obtenir aigua de la deu miraculosa. Quan els falsaris es penedeixen i confessen el succeït ningú els escolta, ja que tots estan més ocupats a acudir a la deu a la recerca d'un remei per als seus mals. Finalment acudeixen a l'habitació on s'allotja l'estranger, però l'única cosa que troben és una carta on es diu que la figura de San Dimas del poble no s'assembla en res a la realitat i s'adjunta una foto del veritable San Dimas, que és el foraster misteriós.

## Producció
La idea original de la pel·lícula va sorgir d'unes suposades aparicions de la Verge en un poble de la província de Castelló anomenat les Coves de Vinromà.
Al principi Berlanga anava a acabar la pel·lícula amb Mauro esperant un miracle que mai s'anava produir. No obstant això, a meitat del procés d'escriptura de guió, el productor que havia contractat a Berlanga, Ángel Martínez, va vendre la companyia a una empresa vinculada al Opus Dei, els quals (igual que la censura franquista) van considerar aquest final inacceptable. El periodista Manuel Hidalgo assenyala que «es van suprimir i van afegir escenes, va intervenir un altre director —Jordi Grau— en el rodatge d'imatges addicionals, es van introduir canvis de diàleg en la mateixa sala de doblatge i l'embullat desenvolupament del projecte va culminar fa uns anys en el descobriment per la Filmoteca Nacional de dues versions diferents i acabades de la pel·lícula».
La censura només va deixar a Berlanga rodar la pel·lícula si acceptava els suggeriments d'un sacerdot dominic, el pare Garau, a qui Berlanga descriu com a "encantador i simpatiquísimo, però que naturalment havia estat designat per la censura". De fet, Berlanga, va sol·licitar a l'advocat Fernando Vizcaíno Casas que incloguessin al "reverend Pare Garau" en els títols de crèdit al costat del seu propi nom i el de Colino, però no es va aconseguir.
El rodatge va començar el 25 de juny de 1956 en els Estudis Chamartín i es va prolongar durant quinze setmanes, fins a primers d'octubre del mateix any. Posteriorment es van rodar noves seqüències per ordre de la Direcció General, que es van filmar al llarg de set dies entre el 14 de març de 1957 i el 22 d'octubre del mateix any.
La major part de les escenes de la pel·lícula es van rodar al poble aragonès d'Alhama de Aragón. Altres escenes es filmaren a Bubierca i molts habitants són extres de la pel·lícula.

## Recepció

### Taquilla
La pel·lícula es va estrenar el 2 de febrer de 1959 al cinema Capitol de Madrid. Va romandre deu dies en cartell, va recaptar 9.075 pessetes i va tenir 236 espectadors, el major fracàs en taquilla de Berlanga.

### Crítica
La intervenció de tantes mans en el desenvolupament de la pel·lícula, va fer que tingués un missatge prou ambigu com per a suscitar crítiques entre els sectors més tradicionals i també els més esquerrans de la societat. Avui dia, no obstant això, és considerada com un clàssic del cinema espanyol.

### Premis
Berlanga va rebre la medalla del Cercle d'Escriptors Cinematogràfics al millor argument original.